# Gábor Boczkó
Gábor Boczkó, född den 1 april 1977 i Tapolca, Ungern, är en ungersk fäktare som tog OS-silver i herrarnas lagtävling i värja i samband med de olympiska fäktningstävlingarna 2004 i Aten. Vid fäktningstävlingarna vid olympiska sommarspelen 2016 i Rio de Janeiro tog han en bronsmedalj i lagtävlingen i värja.